# 肱川県立自然公園
肱川県立自然公園（ひじかわけんりつしぜんこうえん）は愛媛県指定の自然公園。所在地は大洲市及び西予市で、1960年（昭和35年）5月10日に指定された。面積は660ha。

## 概要
愛媛県最大の河川の肱川上流の鹿野川ダム（1959年築造）周辺の地域に設定されている。
この公園の自然公園としての価値は、鹿野川ダム建設にともなう人造湖を中心とした自然景観と、坂石付近を中心とした各種の橋（宇和川橋、黒瀬川橋、舟戸橋、高丸橋、大谷橋、久下橋、新大谷橋）をあわせた美観、また小藪温泉とダム湖を俯瞰する鹿野川園地付近の利用価値などである。